# Näbblomflugor
Näbblomflugor (Rhingia) är ett släkte i familjen blomflugor med karakteristisk "näbb" som gör att den kommer åt nektar på djupa blommor.

## Kännetecken
Näbblomflugor är ett släkte med små eller medelstora blomflugor, oftast mellan 7 och 11 millimeter långa. De har en karakteristisk utstickande näbb från nedre delen av ansiktet. De har mörk ryggsköld och orangefärgad bakkropp. Ögonen saknar behåring. Liksom hos de flesta blomflugor har hanen sammanstötande ögon medan honans är brett åtskilda. 

## Levnadssätt
Näbblomflugornas långa näbb gör att de kan hämta nektar på blommor som är svåråtkomliga för andra blomflugor, till exempel kransblommiga växter och humleblomster. Larverna lever i blöt spillning.

## Utbredning
Näbblomflugor har knappt 40 kända arter varav 5 har palearktisk utbredning och 16 finns i den orientaliska regionen. I Europa finns 3 arter. Numera finns bara 2 av dessa i Sverige eftersom hagnäbbflugan försvann i början på 1900-talet.

### Arter i Norden
I tabellen nedan kan man sorter på svenskt eller vetenskapligt namn.
| Svenskt namn   | Vetenskapligt namn | Auktor        | Utbredning i Norden                              |
| -------------- | ------------------ | ------------- | ------------------------------------------------ |
| Skogsnäbbfluga | R. borealis        | Scopoli, 1763 | Från Småland och norrut.                         |
| Ängsnäbbfluga  | R. campestris      | Meigen, 1822  | Hela Norden utom i fjällen och på Island.        |
| Hagnäbbfluga   | R. rostrata        | Linné, 1758   | Inga nordiska observationer de senaste 100 åren. |